# Aterektomia

Rodzaje aterektomii.

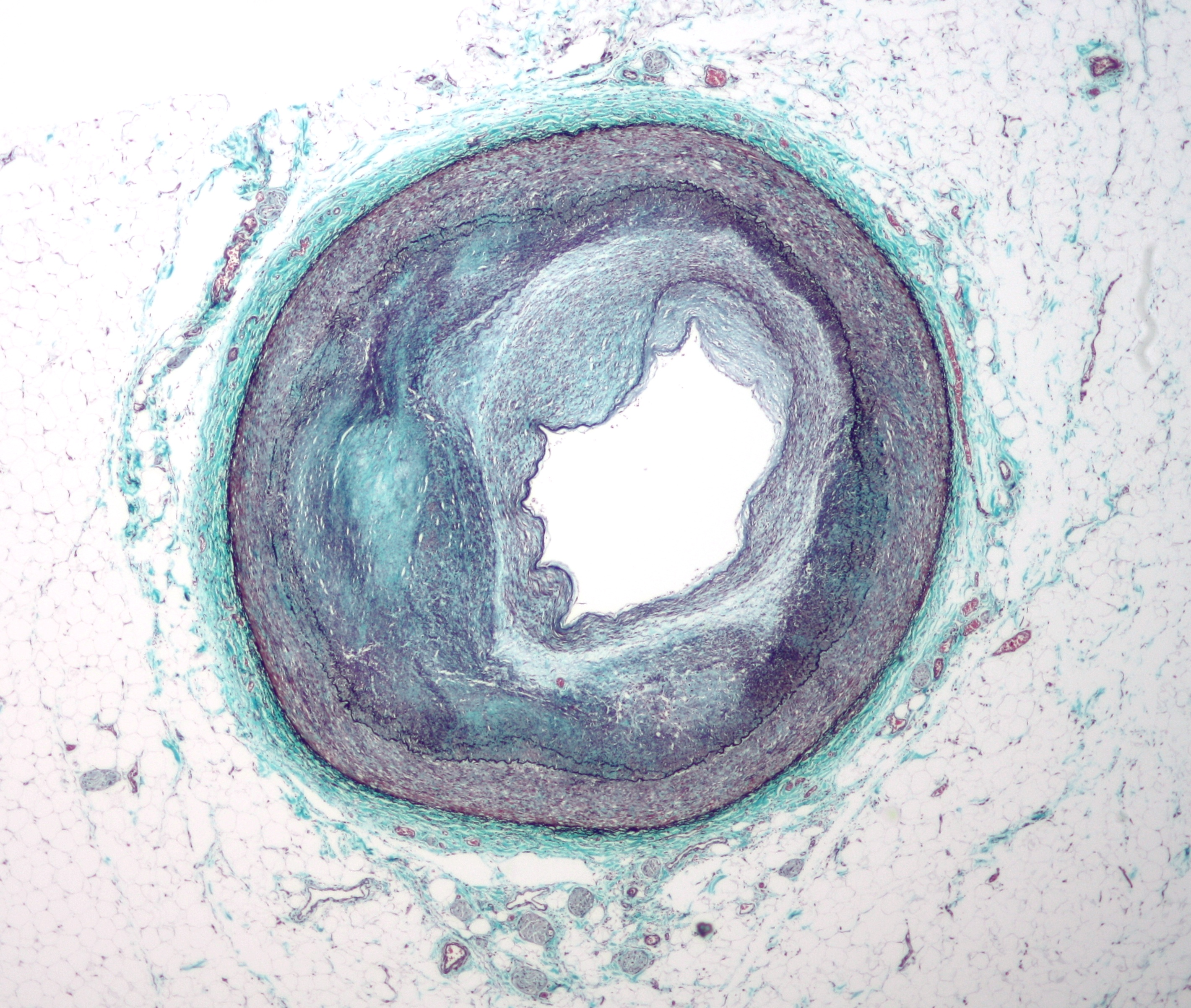
Przekrój tętnicy wieńcowej ze złogami miażdżycowymi. Barwienie trichromem Massona.

Aterektomia (ang. atherectomy) – zabieg przezskórny mający na celu usunięcie złogów miażdżycowych powodujących zwężenie światła naczynia. Fizyczne usunięcie złogów odróżnia tę metodę od angioplastyki, w której złogi są przyciskane do ściany naczynia. W wyniku poszerzenia światła naczynia dochodzi do poprawy przepływu krwi i zmniejszenia niedokrwienia, a tym samym wydłużenia dystansu chromania przestankowego, osłabienia dolegliwości dławicowych. Stosowana jest w chorobie tętnic obwodowych, w chorobie wieńcowej jest metodą mniej skuteczną. Najczęściej jest stosowana w przypadku zmian zwapniałych, zmian w rozwidleniach naczyń lub zmian wynikających z restenozy w stencie. 
Kliniczne zastosowanie znalazły aterektomia kierunkowa (DCA – Directional Coronary Atherectomy), aterektomia ssąca (TEC – Transluminal Extraction Catheter) i rotablacja.

## Aterektomia kierunkowa
Aterektomia kierunkowa polega na stopniowym ścinaniu złogów wpuklających się do światła tętnicy lub pomostu żylnego oraz gromadzeniu ściętych fragmentów wewnątrz aterektomu, które następnie są usuwane łącznie z urządzeniem. Oprócz fizycznego usunięcia złogów światło naczynia ulega rozszerzeniu w wyniku samego rozciągnięcia sztywnym urządzeniem oraz w wyniku jednoczesnego zastosowania angioplastyki balonowej. Jest stosowana do usuwania zmian niekoncentrycznych. Aterektom kierunkowy jest zbudowany z cewnika zakończonego sztywnym cylindrem w kształcie walca, posiada stożek będący zbiornikiem na ścinki.  

## Aterektomia ssąca
Aterektomia ssąca polega na rozdrobnieniu wewnątrznaczyniowych złogów za pomocą obrotowej turbinki. Ścięty materiał jest zasysany przez mechanizm próżniowy i usuwany poza organizm. 

## Aterektomia rotacyjna (Rotablacja)
Aterektomia rotacyjna czyli rotablacja również polega na rozdrobnieniu złogów za pomocą obrotowego bora. W odróżnieniu od poprzednich metod ścięty materiał jest znacznie drobniejszy i nie jest odprowadzany za pomocą urządzenia. Skrawki zeszlifowanych tkanek są na tyle drobne, by mogły bezpiecznie odpłynąć z prądem krwi, nie powodując zatoru obwodowego. Jest stosowana w zmianach rozsianych i zwapniałych, również w udrożnieniu zarośniętych pomostów aortalno-wieńcowych.

## Technika zabiegu
Aterektom jest wprowadzany do pożądanej tętnicy poprzez nakłucie tętnicy udowej metodą Seldingera. Pod kontrolą skopii jest ustawiany we właściwe miejsce i następnie zostaje ufiksowany do światła tętnicy. Aterektom musi być tak ustawiony by jego okienko, w którym złogi będą dostępne dla noża, obejmowało zmianę. Operator uruchamia nóż wirujący z prędkością 150 000 obrotów na minutę i delikatnie go przesuwa, ścinając kolejne fragmenty tkanki. Następnie urządzenie obraca się, by objąć kolejne fragmenty zwężenia. Zwapniałe naczynie z blaszkami miażdżycowymi jest mniej elastyczne w porównaniu do naczyń bez zmian. Bardziej elastyczna ściana naczynia odgina się od cylindra, co zmniejsza ryzyko urazu.

## Skuteczność
Aterektomia może być alternatywą dla angioplastyki balonowej, jednak jej przewaga nie jest dostatecznie udokumentowana. Istnieją badania wskazujące na większą skuteczność łączenia aterektomii razem z angioplastyką balonową z wszczepieniem stentu.

## Powikłania
- ostra lub podostra zakrzepica poszerzanego naczynia w wyniku uszkodzenia jej ściany (do 2,6% przypadków)[8][6],
- rozwarstwienie naczynia[8],

Powikłania występują u 1,5-2% zabiegów przy skuteczności 80-99%.